# صحراء أوردوس

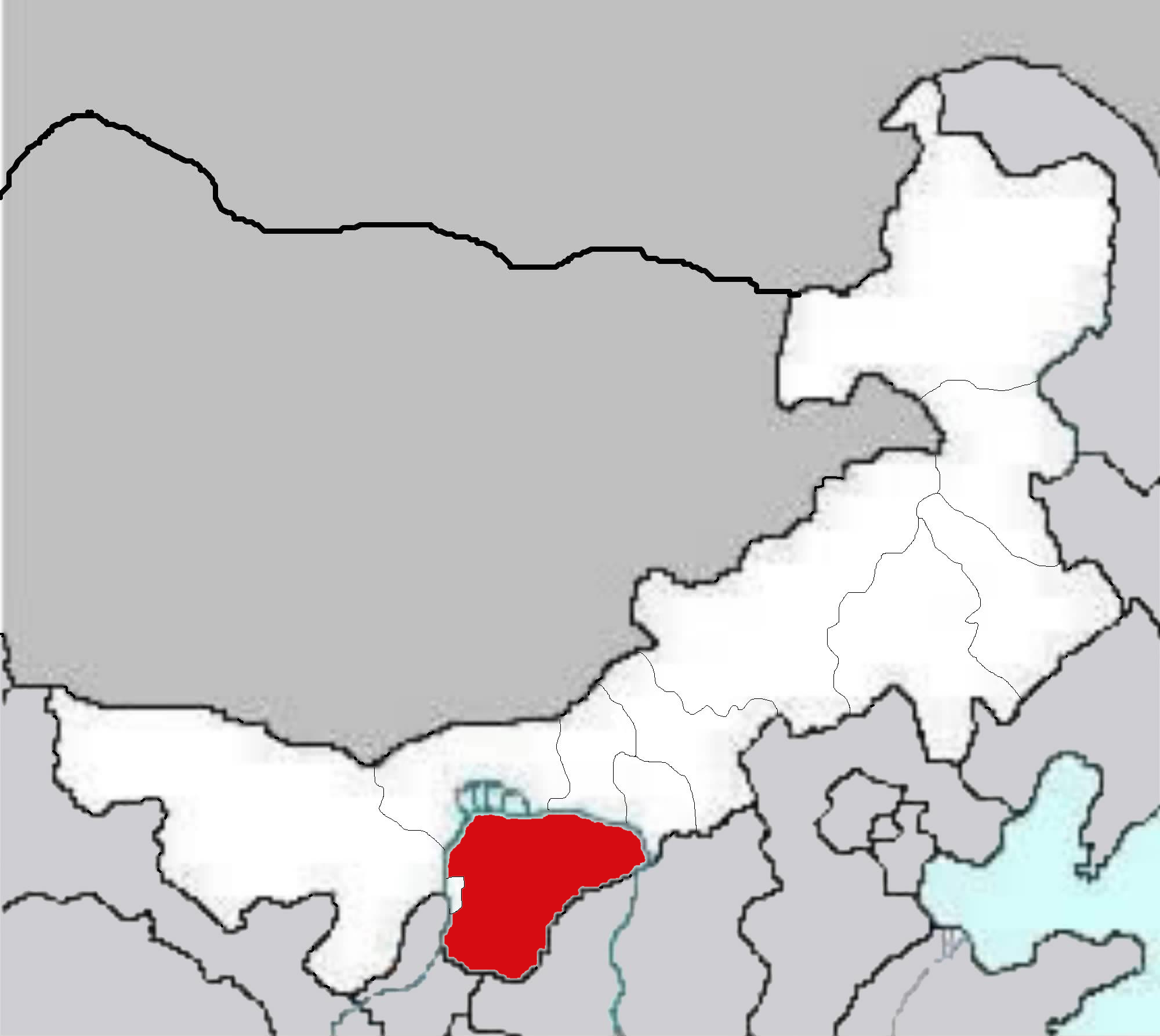
منطقة صحراء اوردوس

صحراء اوردوس (بالإنجليزية: Ordos Desert) والمعروفة كذلك بصحراء «مو اوس»
بالصينية المبسطة 鄂爾多斯沙漠 وبالصينية التقليدية 鄂爾多斯沙漠 وبنظام بينيين اللاتيني للكتابة الصينية È'ěrduōsī Shāmò . هي منطقة صحراوية تقع على هضبة في جنوب منطقة منغوليا الداخلية ذات الحكم الذاتى في الصين، التربة في صحراء اوردوس هي خليط من الطين والرمل ونتيجة لذلك، فانها تعد من المناطق المهمة في الزراعة، وهي تمتد على مساحة 90650 كيلومتر مربع تقريبا، تتألف الصحراء من اثنتين من الصحارى الكبرى: سابع أكبر صحراء في الصين وهي صحراء كوبوجي في الشمال، وثامن أكبر صحراء في الصين وهي صحراء موسو في الجنوب.

## موقع الصحراء

صحراء اوردوس و موقعها من الصين

صحراء اوردوس هو مطوقة بالكامل تقريبا من قبل النهر الأصفر في الغرب والشمال والشرق، السلاسل الجبلية تفصل صحراء وردوس عن صحراء غوبي والنهر الأصفر، السلاسل الجبلية التي تفصل بين صحراء وردوس عن صحراء غوبي في شمال هي: سلسلة جبال كارا نارين وسلسلة جبال شيتينولا وسلسلة جبال يين، التي ترتبط بالطرف الجنوبي من جبال كينغن الكبرى في الجنوب والشرق، أما سور الصين العظيم فهو يفصل اوردوس من الأراضي الخصبة في منطقة اللوس، تغطي صحراء اوردوس الجزء الجنوبي من منطقة منغوليا الداخلية ونينغشيا وكيان التي تتمتع بحكم ذاتي في الصين، بالإضافة إلى المقاطعات الصينية شنشي وقانسو.

## مناخ الصحراء
صحراء اوردوس تتلقى أقل من 250 مليمتر من الأمطار سنويا، وأكثر هذه الأمطار تاتي على شكل عواصف رعدية، ويوجد في المنطقة العديد من البحيرات المالحة، في كانون الثاني / يناير بلغ متوسط درجات الحرارة ما بين -13 إلى -10 درجة مئوية، وتهب الرياح الباردة إلى المنطقة من الشمال والغرب.

## تاريخ الصحراء
عرفت هذه المنطقة ورغم ظروفها المناخية احداث بشرية وسياسية مختلفة.
كانت صحراء في العصر الجليدي المتاخر.
عرفت قديما باسم «هي تاو» ثم «هي نان» أي الأرض جنوب النهر
تعتير مهد الجنس التركي.
لقد ظهرت بها فيما قبل التاريخ حضارة خاصة عرفت بـحضارة اوردوس وحضارات أخرى مثل حضارة زوكايغو أو جوكايغو في العصر الحجري الحديث.
كما وصلتها تاثيرات اجنبية هندوآرية في القرون القليلة قبل الميلاد (من القرن 6 إلى القرن 2 ق م) وتمثلت في تأثيرات شعب الاسقيطيين والصاكا البدوية
و في القرن الثاني قامت الأطراف الصينية في حقبة الممالك المتحاربة بشن وهجومات واحتلال منطقة اوردوس.
احتلها الخونغنو بعد الميلاد.
تم هجرها بعد ثورة الدونغان في 1869.
بعد قيام ثورة 1949 قامت الدولة الصينية باتخاذ اجراءات لتأهيل وتعمير هذه الصحراء بتطوير المدن وانشائها ومن اهمها مدينة أوردوس الحديثة.

## اقتصاد الصحراء
التربة القلوية في صحراء اوردوس سمحت لبعض الرعاة الرحل من المغول لتغذية الأغنام والماعز، وقد أدى رعي الماعز في الأضرار التي لحقت بالمراعي في المنطقة وأدى فيما بعد إلى التصحر، وقد دعمت الواحات المناطق الزراعية صغيرة الحجم.

## وصلات خارجية
حالة الطقس في صحراء اوردوس